# Único Hotels
Único Hotels es una cadena española de hoteles y restaurantes de lujo creada en 2005 por Pau Guardans i Cambó. Sus hoteles y restaurantes están situados en edificios singulares en los destinos de Madrid, Mallorca, Costa Brava y Buenos Aires. 

## Hoteles
El grupo fue fundado en 2004 por el empresario hotelero Pau Guardans i Cambó.  
Un año después, inauguró el Grand Hotel Central -el primer hotel de la colección-, que posteriormente fue vendido al fondo Schroeders y gestionado por Único Hotels hasta diciembre de 2023.
En 2011, Pau Guardans compró el antiguo hotel Selenza a la constructora Rayet. Este palacete familiar del siglo XIX, situado en el barrio de Salamanca de Madrid, se convirtió en el segundo establecimiento hotelero de la cadena, bajo el nombre de Hotel Único Madrid.
En 2014, Único Hotels anunció la incorporación de su tercer establecimiento, tras alcanzar un acuerdo con la sociedad Real Gran Peña, propietaria del inmueble protegido en el número 2 de la calle  Gran Vía de Madrid y Corporación Hispano Hotelera (CHH), antigua gestora del edificio. The Principal Madrid Hotel abrió sus puertas a principios de 2015 como el primer establecimiento de 5 estrellas de la Gran Vía madrileña.
En 2019 se incorporó a la cadena Finca Serena, un hotel de lujo situado en la isla de Mallorca, cuyo origen data del siglo XIII. El mismo año la cadena sumó su último establecimiento, Mas de Torrent Hotel & Spa, ubicado en la masía Mas de Torrent, en el municipio ampurdanés de Torrent, que tiene sus orígenes como casa pairal en 1751. Tras una remodelación, reabrió en enero de 2020.
En 2016, el grupo adquirió la finca que actualmente alberga The Lodge, su segundo establecimiento en Mallorca y sexto de la colección. Este refugio de lujo cuenta con una extensión de más de 157 hectáreas de una reserva natural privada. Fue inaugurado en mayo de 2023.
En enero de 2024 Único Hotels inaugura Hotel Casa Lucía en Buenos Aires, siendo su primer hotel de lujo fuera de España. El hotel se emplaza en la histórica Torre Mihanovich, en la icónica Calle Arroyo, en el corazón del Barrio Recoleta. 

## Restaurantes
El grupo opera también los restaurantes de sus hoteles. Las distintas propuestas gastronómicas son dirigidas por dos grandes y reconocidos chefs, galardonados con importantes menciones y premios: Ramón Freixa, galardonado con 2 estrellas Michelin y 3 Soles Repsol, lidera la propuesta de Ramón Freixa Madrid (Madrid), Restaurante Mas de Torrent (Costa Brava) y Restaurante Singular en Mallorca; mientras que Oscar Velasco, Premio Nacional de Gastronomía y reconocido con dos estrellas Michelin dirige la propuesta del Restaurante Jacaranda, en Mallorca.
- Restaurante Ramón Freixa Madrid, -Único Madrid Hotel , Madrid
- Restaurante Ático, - The Principal Madrid, Madrid
- Restaurante Jacaranda, -Finca Serena Mallorca, Mallorca
- Restaurante Mas de Torrent – Mas de Torrent Hotel & Spa, Costa Brava
- Restaurante Singular, The Lodge Mallorca, Mallorca
- Cantina Restaurant – Hotel Casa Lucia, Buenos Aires

### Producción de vinos y aceites propios
Único Hotels inició la producción y comercialización de vinos propios en 2019 bajo el nombre de Vinos Finca Serena, elaborados en el hotel que también lleva su nombre. Los vinos rosado y blanco, son Vinos DO Tierra de Mallorca. Viticultura 100% ecológica con variedades autóctonas, como Premsal Blanc, Callet, Giró Ros y Monastrell.  La Finca se encuentra también envuelta por más de 900 olivos con los que producen su propio aceite con oliva arbequina, picual y empeltre con un proceso de elaboración artesanal. 

## Responsabilidad social y empresarial
Bajo el programa We Care by Único Hotels el grupo desarrolla varias acciones que tienen como objetivo impactar de manera positiva en los distintos entornos en los que opera. Entre los proyectos que lleva a cabo destaca Young Training Program, en el que contratan a jóvenes en riesgo de exclusión social, con el objetivo de facilitar su inserción en el mundo laboral mediante el aprendizaje de un oficio en la industria de la hospitalidad y formación profesional continua.
El grupo lleva otras acciones enfocadas en su equipo, la comunidad y el planeta. Además, los hoteles cuentan con la certificación Biosphere, otorgada por el Instituto de Turismo Sostenible y patrocinado por la UNESCO. 

## Certificados, premios, y reconocimientos
- Certificado Biosphere en todos los hoteles del grupo Único, otorgado por el Instituto de Turismo Sostenible y patrocinado por la UNESCO
- Reconocimiento ChooseMyCompany 2024, HappyIndex Trainees®
- The Principal Madrid, “Uno de los 25 mejores hoteles de España” Travelers' Choice 2020, Tripadvisor
- Único Madrid Hotel, “Mejor hotel gastronómico, Gold List 2021, Condé Nast Traveler
- Ramón Freixa Madrid “Best fine dining, Traveler's Choice 2020, Tripadvisor”
- Finca Serena Mallorca, "Premio Traveller's Choice 2020, Tripadvisor”
- Único Spa, Finca Serena Mallorca, reconocido como SPAIN’S BEST RESORT SPA 2022
- Mas de Torrent Hotel & Spa, “Top 10 Hoteles de Escapada, Gold List 2022, Condé Nast Traveler
- MasSpa, Mas de Torrent Hotel & Spa, Premio 'Best Luxury Hotel Wellness Experience 2023' Beyond Luxury Awards.

## Lista de hoteles
- Único Hotel Madrid, Madrid, 2011 Hotel Único Madrid.[16]
- The Principal Madrid Hotel, Madrid, 2015.[17]
- Mas de Torrent Hotel & Spa, Costa Brava, 2020.[18]
- Finca Serena Mallorca, Mallorca, 2019.[19]
- The Lodge Mallorca, Mallorca, 2023 [20]
- Hotel Casa Lucia, Buenos Aires, 2024 [21]